# Copley (krater)
Copley är en nedslagskrater på planeten Merkurius. Copley är ungefär 34 kilometer i diameter.
1976 namngavs den efter den amerikanske konstnären John Singleton Copley.